# Hamari Traoré
Hamary Traoré (Bamaco, 27 de janeiro de 1992) é um futebolista malinês que atua como lateral-direito. Atualmente joga na Real Sociedad.

## Carreira
Traoré estreou pela Seleção Malinesa no dia 9 de outubro de 2015, num amistoso em que Mali venceu a Seleção Burquinense por 4 a 1. Dois anos depois, esteve na lista dos 23 convocados para o Campeonato Africano das Nações de 2017.

## Títulos
Rennes
- Copa da França: 2018–19